# Caenis pflugfelderi
Caenis pflugfelderi is een haft uit de familie Caenidae. De wetenschappelijke naam van de soort is voor het eerst geldig gepubliceerd in 1990 door Malzacher.
De soort komt voor in het Neotropisch gebied.